# Campeonato Europeo de Voleibol Femenino Sub-20 de 2012
La XXIII edición del Campeonato Europeo de Voleibol Femenino Sub-20 se llevó a cabo en Turquía del 18 al 26 de agosto. Los equipos nacionales compitieron por un cupo para el Campeonato Mundial de Voleibol Femenino Sub-20 de 2013 a realizarse en República Checa.

## Grupos
| Grupo A    | Grupo B         |
| ---------- | --------------- |
| Bélgica    | Alemania        |
| Eslovaquia | Bulgaria        |
| Eslovenia  | Italia          |
| Francia    | Polonia         |
| Serbia     | República Checa |
| Turquía    | Rusia           |

## Primera fase

### Clasificación
| Pos | Equipo     | PJ | PG | PP | SG | SP | PTS |
| --- | ---------- | -- | -- | -- | -- | -- | --- |
| 1   | Serbia     | 5  | 5  | 0  | 15 | 1  | 15  |
| 2   | Turquía    | 5  | 4  | 1  | 12 | 7  | 11  |
| 3   | Eslovenia  | 5  | 3  | 2  | 11 | 9  | 9   |
| 4   | Bélgica    | 5  | 2  | 3  | 9  | 11 | 5   |
| 5   | Eslovaquia | 5  | 1  | 4  | 5  | 13 | 4   |
| 6   | Francia    | 5  | 0  | 5  | 4  | 15 | 1   |

#### Resultados
| Fecha    | Encuentro              | Resultado | Set   | Set   | Set   | Set   | Set   | Puntuación total |
| Fecha    | Encuentro              | Resultado | 1     | 2     | 3     | 4     | 5     | Puntuación total |
| -------- | ---------------------- | --------- | ----- | ----- | ----- | ----- | ----- | ---------------- |
| 18-08-12 | Turquía - Bélgica      | 3-1       | 25-19 | 25-20 | 25-27 | 25-17 |       | 100-83           |
| 18-08-12 | Eslovenia - Eslovaquia | 3-2       | 25-16 | 21-25 | 21-25 | 25-17 | 15-12 | 107-95           |
| 18-08-12 | Serbia - Francia       | 3-0       | 25-18 | 25-17 | 25-20 |       |       | 75-55            |
| 19-08-12 | Bélgica - Eslovaquia   | 3-0       | 25-18 | 25-22 | 25-18 |       |       | 75-52            |
| 19-08-12 | Turquía - Francia      | 3-1       | 24-26 | 25-22 | 25-15 | 25-16 |       | 99-79            |
| 19-08-12 | Serbia - Eslovenia     | 3-0       | 25-18 | 25-14 | 25-21 |       |       | 75-53            |
| 20-08-12 | Bélgica - Francia      | 3-2       | 25-20 | 19-25 | 25-19 | 23-25 | 15-6  | 107-95           |
| 20-08-12 | Turquía - Eslovenia    | 3-2       | 23-25 | 17-25 | 25-17 | 25-12 | 16-14 | 106-93           |
| 20-08-12 | Serbia - Eslovaquia    | 3-0       | 25-20 | 25-13 | 25-12 |       |       | 75-45            |
| 21-08-12 | Eslovenia - Francia    | 3-0       | 25-21 | 25-19 | 25-22 |       |       | 75-62            |
| 21-08-12 | Serbia - Bélgica       | 3-1       | 25-23 | 25-13 | 20-25 | 25-20 |       | 95-81            |
| 21-08-12 | Turquía - Eslovaquia   | 3-0       | 25-21 | 25-17 | 25-13 |       |       | 75-51            |
| 22-08-12 | Eslovenia - Bélgica    | 3-1       | 21-25 | 25-14 | 25-19 | 25-15 |       | 96-73            |
| 22-08-12 | Eslovaquia - Francia   | 3-1       | 25-19 | 25-19 | 15-25 | 25-18 |       | 90-81            |
| 22-08-12 | Serbia - Turquía       | 3-0       | 25-22 | 25-19 | 25-21 |       |       | 75-62            |

### Clasificación
| Pos | Equipo          | PJ | PG | PP | SG | SP | PTS |
| --- | --------------- | -- | -- | -- | -- | -- | --- |
| 1   | Rusia           | 5  | 4  | 1  | 13 | 6  | 12  |
| 2   | Italia          | 5  | 4  | 1  | 12 | 6  | 12  |
| 3   | Polonia         | 5  | 3  | 2  | 10 | 8  | 9   |
| 4   | Alemania        | 5  | 3  | 2  | 11 | 9  | 8   |
| 5   | República Checa | 5  | 1  | 4  | 5  | 13 | 3   |
| 6   | Bulgaria        | 5  | 0  | 5  | 6  | 15 | 1   |

#### Resultados
| Fecha    | Encuentro                  | Resultado | Set   | Set   | Set   | Set   | Set   | Puntuación total |
| Fecha    | Encuentro                  | Resultado | 1     | 2     | 3     | 4     | 5     | Puntuación total |
| -------- | -------------------------- | --------- | ----- | ----- | ----- | ----- | ----- | ---------------- |
| 18-08-12 | Rusia - Alemania           | 3-1       | 25-19 | 20-25 | 25-17 | 25-19 |       | 95-80            |
| 18-08-12 | Italia - Bulgaria          | 3-1       | 19-25 | 25-21 | 25-17 | 25-12 |       | 94-75            |
| 18-08-12 | Polonia - República Checa  | 3-1       | 25-23 | 22-25 | 22-25 | 15-25 |       | 98-84            |
| 19-08-12 | Rusia - Bulgaria           | 3-1       | 21-25 | 25-16 | 25-15 | 25-16 |       | 96-72            |
| 19-08-12 | Polonia - Italia           | 3-0       | 27-25 | 25-20 | 25-20 |       |       | 77-65            |
| 19-08-12 | Alemania - República Checa | 3-1       | 25-27 | 25-16 | 25-12 | 25-18 |       | 100-73           |
| 20-08-12 | Polonia - Bulgaria         | 3-1       | 25-21 | 23-25 | 25-23 | 25-16 |       | 98-85            |
| 20-08-12 | Rusia - República Checa    | 3-0       | 25-18 | 25-21 | 25-14 |       |       | 75-53            |
| 20-08-12 | Italia - Alemania          | 3-1       | 25-19 | 25-16 | 18-25 | 25-21 |       | 93-81            |
| 21-08-12 | Rusia - Polonia            | 3-1       | 25-22 | 21-25 | 25-21 | 25-17 |       | 96-85            |
| 21-08-12 | Italia - República Checa   | 3-0       | 25-20 | 25-22 | 25-07 |       |       | 75-49            |
| 22-08-12 | Alemania - Bulgaria        | 3-2       | 23-25 | 25-19 | 25-18 | 23-25 | 20-18 | 116-105          |
| 22-08-12 | Italia - Rusia             | 3-1       | 23-25 | 25-15 | 25-23 | 25-16 |       | 98-79            |
| 22-08-12 | Alemania - Polonia         | 3-0       | 25-19 | 25-20 | 29-27 |       |       | 79-66            |
| 22-08-12 | República Checa - Bulgaria | 3-1       | 23-25 | 25-20 | 25-22 | 25-20 |       | 98-87            |

## Fase final

### Final 1° y 3° puesto
|  | Semifinales | Semifinales |   |       | Final     | Final |  |
|  |             |             |   |       |           |       |  |
|  |             |             |   |       |           |       |  |
|  |             |             |   |       |           |       |  |
|  | Serbia      | 3           |   |       |           |       |  |
|  | Italia      | 0           |   |       |           |       |  |
|  |             |             |   |       |           |       |  |
|  |             |             |   |       |           |       |  |
|  |             |             |   |       | Serbia    | 0     |  |
|  |             | Turquía     | 3 |       |           |       |  |
|  |             |             |   |       |           |       |  |
|  |             |             |   |       |           |       |  |
|  |             |             |   |       | 3º puesto |       |  |
|  |             |             |   |       |           |       |  |
|  | Turquía     | 3           |   | Rusia | 0         |       |  |
|  | Rusia       | 2           |   |       | Italia    | 3     |  |

### Resultados
| Fase      | Fecha    | Encuentro        | Resultado | Set   | Set   | Set   | Set   | Set  | Puntuación total |
| Fase      | Fecha    | Encuentro        | Resultado | 1     | 2     | 3     | 4     | 5    | Puntuación total |
| --------- | -------- | ---------------- | --------- | ----- | ----- | ----- | ----- | ---- | ---------------- |
| Semifinal | 25-08-12 | Serbia - Italia  | 3-0       | 25-23 | 25-19 | 26-24 |       |      | 76-66            |
| Semifinal | 25-08-12 | Turquía - Rusia  | 3-2       | 18-25 | 25-23 | 23-25 | 25-23 | 15-6 | 106-102          |
| 3° lugar  | 26-08-12 | Italia - Rusia   | 3-0       | 25-20 | 25-23 | 25-21 |       |      | 75-64            |
| Final     | 26-08-12 | Turquía - Serbia | 3-0       | 25-21 | 25-22 | 25-18 |       |      | 75-61            |

### Final 5° y 7° puesto
|  | Semifinales | Semifinales |   |         | 5° puesto | 5° puesto |  |
|  |             |             |   |         |           |           |  |
|  |             |             |   |         |           |           |  |
|  |             |             |   |         |           |           |  |
|  | Alemania    | 3           |   |         |           |           |  |
|  | Eslovenia   | 0           |   |         |           |           |  |
|  |             |             |   |         |           |           |  |
|  |             |             |   |         |           |           |  |
|  |             |             |   |         | Polonia   | 1         |  |
|  |             | Alemania    | 3 |         |           |           |  |
|  |             |             |   |         |           |           |  |
|  |             |             |   |         |           |           |  |
|  |             |             |   |         | 7º puesto |           |  |
|  |             |             |   |         |           |           |  |
|  | Polonia     | 3           |   | Bélgica | 0         |           |  |
|  | Bélgica     | 1           |   |         | Eslovenia | 3         |  |

### Resultados
| Fase      | Fecha    | Encuentro            | Resultado | Set   | Set   | Set   | Set   | Set | Puntuación total |
| Fase      | Fecha    | Encuentro            | Resultado | 1     | 2     | 3     | 4     | 5   | Puntuación total |
| --------- | -------- | -------------------- | --------- | ----- | ----- | ----- | ----- | --- | ---------------- |
| Semifinal | 25-08-12 | Alemania - Eslovenia | 3-0       | 25-17 | 25-23 | 25-21 |       |     | 75-61            |
| Semifinal | 25-08-12 | Polonia - Bélgica    | 3-1       | 25-17 | 25-21 | 19-25 | 25-22 |     | 94-85            |
| 7° lugar  | 26-08-12 | Bélgica - Eslovenia  | 0-3       | 25-27 | 18-25 | 25-27 |       |     | 68-79            |
| Final     | 26-08-12 | Polonia - Alemania   | 1-3       | 23-25 | 18-25 | 25-17 | 23-25 |     | 89-92            |

## Clasificación final
| Pos | Equipo          |
| --- | --------------- |
| 1   | Turquía         |
| 2   | Serbia          |
| 3   | Italia          |
| 4   | Rusia           |
| 5   | Alemania        |
| 6   | Polonia         |
| 7   | Eslovenia       |
| 8   | Bélgica         |
| 9   | Eslovaquia      |
| 10  | República Checa |
| 11  | Bulgaria        |
| 12  | Francia         |

## Distinciones individuales
| Distinción      | Nombre            | Equipo   |
| --------------- | ----------------- | -------- |
| MVP             | Damla Çakıroğlu   | Turquía  |
| Mejor Anotadora | Irina Voronkova   | Rusia    |
| Mejor Ataque    | Lisa Izquierdo    | Alemania |
| Mejor Bloqueo   | Mina Popovic      | Serbia   |
| Mejor Servicio  | Kseniia Ilchenko  | Rusia    |
| Mejor Armadora  | Sladjana Mirkovic | Serbia   |
| Mejor Recepción | Elena Perinelli   | Italia   |
| Mejor Líbero    | Dilara Bağcı      | Turquía  |

| Predecesor: Serbia 2010 | Campeonato Europeo de Voleibol Femenino Sub-20 Turquía 2012 | Sucesor: No se ha anunciado |